# Exorista trudis
Exorista trudis är en tvåvingeart som först beskrevs av Henry J. Reinhard 1951.  Exorista trudis ingår i släktet Exorista och familjen parasitflugor. Inga underarter finns listade i Catalogue of Life.